# 高句丽县
高句麗縣，又称高句骊縣，漢朝漢武帝時期滅衛滿朝鮮後在高句丽之地所設立的县，以其族名为县名:25，位於今辽宁省抚顺市新宾满族自治县一帶。
漢昭帝始元五年（前82年），對東北漢四郡行政區劃作調整，“罷臨屯、真番，以並樂浪、玄菟”，玄菟郡治西遷至高句骊縣。建昭二年，北夫餘王解慕漱之子朱蒙（一說是金蛙王之子）建立高句骊国。汉朝廷承认高句骊国，并委任高句骊县管理高句骊国行政。
高句骊国叛乱后，王莽进行镇压并将高句麗改为下句丽，高句丽王被贬为下句丽侯，高句丽县也改为下句丽县，但适得其反。
三国史记的作者认为公元14年，琉璃明王西伐居住在今太子河流域的梁貊，进而袭取了西汉玄菟郡的高句丽县。公元28年，東漢遼東郡太守發兵討伐高句麗。大武神王高無恤堅壁清野，退入国内城。
建武八年（公元32年），高句骊遣使朝贡，汉光武帝複令下句丽復名高句丽，并復高句骊国王號。东汉末年，高句丽受到辽东军阀公孙家族（公孙度、公孙康、公孙恭、公孙渊）的控制。
景初二年（公元238年），曹魏太尉司馬懿滅公孫淵，設高句麗、高顯、遼陽、望平四縣于玄菟郡。